# Gravamen
Gravamen (von lat. gravis = schwer; Plural: Gravamina) ist ein Begriff aus dem Mittelalter und bezeichnet:
- eine Beschwerde oder einen Vorwurf gegen Kirche und Klerus oder den Lehnsherren.
- einen Einwand gegen Aussagen einer kirchlichen Bekenntnisschrift
- eine von den Untertanen zu erbringende Abgabe an den Lehnsherren oder die Kirche
- allgemein eine Beeinträchtigung oder Belastung der Untertanen
- im Zivilprozessrecht den noch strittigen Teil eines eingeklagten Forderungsbetrags.

Im Bereich des weltlichen Rechts bedeutete die Möglichkeit der Einbringung von Gravamina (Remonstranz) eines der wichtigsten Rechte der Landstände. Damit war die Möglichkeit der Einwirkung auf die landesherrliche Bürokratie gegeben. Auch waren Gravamina ein Mittel der Landstände, sich bei den Landtagen als Sachwalter ihrer Untertanen darzustellen.
Gravamina wurden in diesem Zusammenhang häufig in Particular- und Generalgravamina unterschieden. Erstere waren solche einzelner Gemeinden, bzw. bestimmter Gruppen oder Individuen. Generalgravamina betrafen das ganze Land.